# モリナ主義

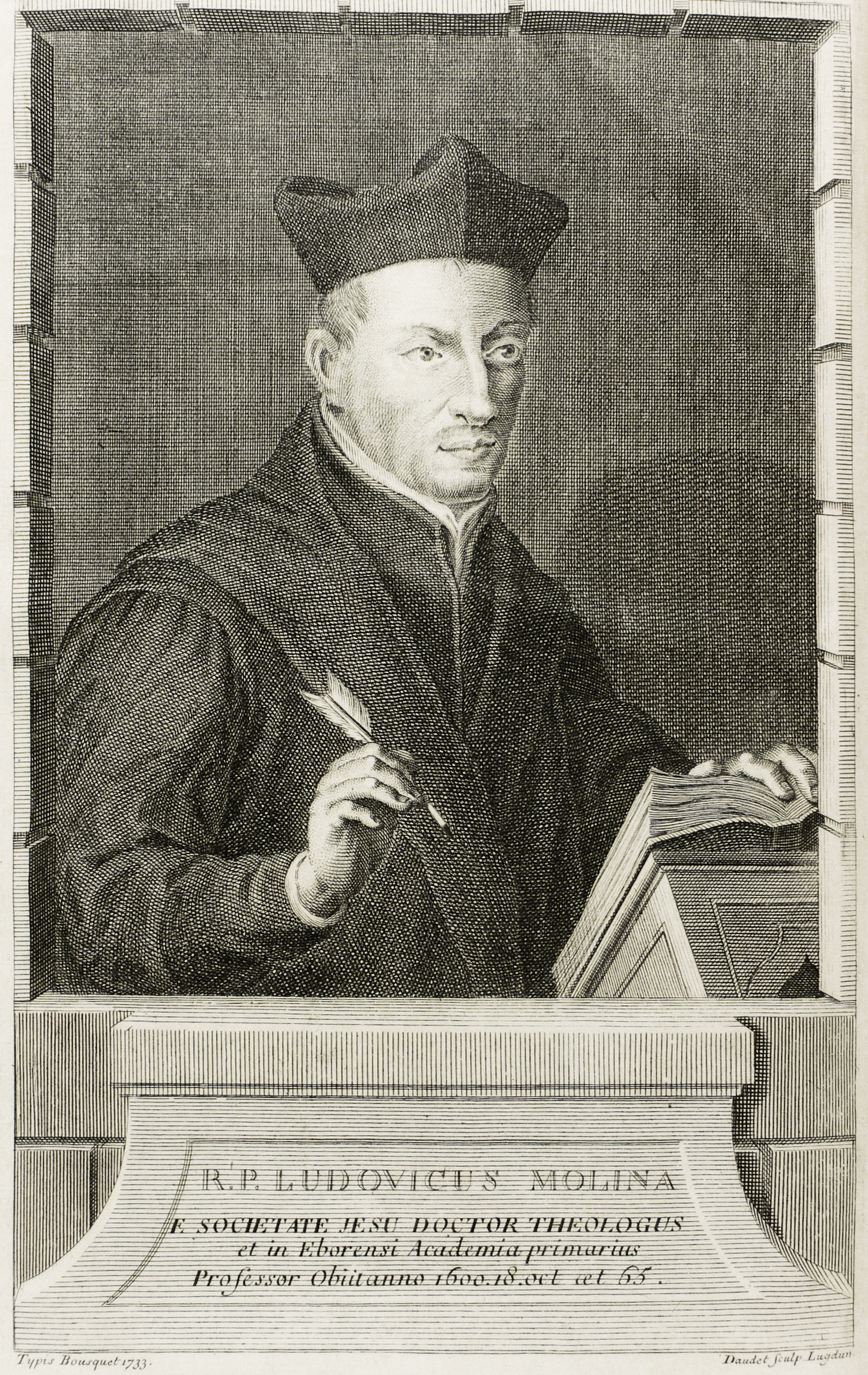
ルイス・デ・モリナ

モリナ主義或はモリニスム/モリニズム (Molinism) とはスペインのイエズス会士ルイス・デ・モリナによる恩寵と自由意志を認める考え方のことである。

## モリナ主義の位置づけ
ルイス・デ・モリナはアウグスチヌスの運命論的予定説[と観られるもの]を自由意志との相互関連で説明しようとした。ドミニコ会と論争になり、ドミニコ会は、神の恩恵が人間の意志の内面から効果を発し、物理的先定によって動かすと主張し、イエズス会は人間自身が、自発的に協力するという主張と対立した。イエズス会士であったモリナの著書『自由意志と恩恵の賜物の調和』（1588年初版）が、批判を浴びたためローマにおいて審議会を設け、ローマ教皇はモリナ説を最初は支持しなかったが、教皇クレメンス8世の時代には上記のモリナの著作は譴責も排斥もされなかった。1597 - 1607年 教皇パウルス5世は120回以上の討論を聞いた後、聖フランシスコ・サレジオの意見を聞きローマ教皇が論争の停止を命じた。（1607年9月5日）また完全な論争の沈黙を守るように命じた。同教皇は1611年12月1日の険邪聖省の教令をもって聖トマスの注釈であっても宗教裁判所の許可なしに出版することを禁じた。教皇ウルバヌス8世は宗教裁判所の認可無くしては論ずることを禁じた。（険邪聖省教令1625年5月22日と1641年8月1日）教皇パウルス5世は「イスパニア王の使節への訓話」（1611年7月26日）の原稿の中で、論争を禁じた理由を次のように書いている。
「1.時間が真理を教えることと、2.両者の意見はともに本質的にカトリックの真理と一致する。3.種々の異端説が存在する現代において、…二修道会が名声と信用を保とう…一方を軽視すれば大きな危険を招くことになる。
この問題においてどう考えるべきかは次のように答えよう…トリエント公会議において義化の問題について示した教令に従いそれを支持すべき、…ペラギウス派、…とカルヴァンの誤謬と異端を指摘する、カトリックの教義（カテキズム）によれば、自由意志は神の恩恵によって動かされ刺激され助けられるが、それに自由に同意し、あるいは拒否することができる、しかしトリエント公会議は恩恵が、どのように働くかを説明していない。（それを論争していたようである。そのような論争で互いに相手をひどく傷つける、断罪するようなこと言うことを固く禁じた。）それは無益だからであり、不必要であると考えたからである」。

## トリエント公会議の表明
トリエント公会議において、モリナ主義（説）は積極的には支持されなかったが批判を禁じ、異端とされることはなかった。会議のなかで人間には恩寵に協力する人間の自発的選択的自由意志の要素も認められていると確認されている。（カトリックはこの確認を支持しており、カトリック思想史のp,218において、人間の側は全くは受動的でないといわれている。）
一方同会議において、ジャンセニスムおよび、カルビニズムの二重予定説（自由意志の否定、つまり二重決定論で定義されている二重に天へ行くか地獄へ落ちるかの一度期の予定の決定のこと。）は異端とされた。
人は根本的に善なる存在であり、そもそも恩寵を必要としないと主張しているペラギウス派、半ペラギウス派についても異端とされている。